# Dragão Imperial
Grêmio Recreativo Faculdade do Samba Dragão Imperial é uma escola de samba da cidade de Bragança Paulista, 11 vezes campeã do carnaval bragantino no grupo especial, com sua fundação datada em 10 de outubro de 1983, tem como cores oficiais o azul e rosa. Possui uma escola de samba mirim, Os Herdeiros do Dragão, além da escola de samba da melhor idade, a Realeza Imperial.
Nos dias atuais, está entre as escolas mais tradicionais do carnaval, consecutivamente apresenta o maior número de componentes em seus desfiles. 

## História
A história começa dentro da música, em agosto de 1983, quando durante o retorno de uma das muitas viagens que a Fanfarra Cásper Líbero realizava no Brasil, seus líderes e componentes tiveram a ideia de formar um bloco carnavalesco para que os integrantes não dispersassem durante o período de férias escolares, dado que a fanfarra representava a Escola Estadual Cásper Líbero, de Bragança Paulista, SP. 
Através dos integrantes que compunham a fanfarra, a ideia passou a ganhar forma e aos poucos, o projeto ousado se concretizou. Na época, os fundadores eram diretores da FANFACALI, e nomearam o atual patrono, Cleber Centini (presidente da FANFACALI) como presidente do bloco carnavalesco. 
Os diretores denominaram o bloco de Dragão Azul, em outubro de 1983, pelo fato dos instrumentos e vestimentas da fanfarra possuírem uma flâmula com um Dragão nas cores azul e branco.
Assim, tudo passou a tomar forma, os ensaios aconteciam na rua ao lado do ginásio da escola Cásper Líbero, as reuniões eram feitas no bar do Fujita, um comerciante de origem japonesa, que muito ajudava na estrutura dos ensaios. Os instrumentos eram emprestados ou alugados, enfim, tudo feito na cara e coragem. 
Alguns dos diretores tinham certo conhecimento por participarem de outra escola de samba em Bragança Paulista, a Unidos do Lavapés, e assim instruíam os mais leigos  no assunto sempre caminhando juntos e buscando aprender a ajudar uns aos outros.
Cleber Centini e Márcio Zamana, fundadores da escola, contam que a compra de materiais para confecção de adereços e fantasias no primeiro carnaval, em 1984 cabiam em uma sacola, porém, havia um grande sonho de realizar um desfile carnavalesco, ainda que sem pretensão em disputar títulos ou mesmo de apenas concorrer.
No entanto, a simples brincadeira passou a se tornar algo mais sério, os integrantes e diretores passaram a idealizar carnavais maiores e mais estruturados. Assim, com o crescimento  exponencial das atividades carnavalescas, anos depois, o bloco se tornou uma escola de samba, mas não mais denominada Dragão Azul, que através de uma votação, os diretores escolheram o nome de DRAGÃO IMPERIAL. 
As cores mudaram, e ao invés do azul e branco, o branco se tornou rosa, e junto ao azul coloriu as ruas da Cidade Poesia.
Em 1993, pela primeira vez, a azul e rosa pisou na Passarela no grupo Especial do carnaval de Bragança, anos depois em 1998, 1999 e 2000, conquistou o vice-campeonato. Com a chegada de um novo século, e um enredo fascinante sobre a Amazônia, a Família Imperial - como passou a ser conhecida, pelo vínculo familiar dos componentes - conquistou sua glória no grupo especial pela primeira vez, e repetiu o feito por outras dez vezes, incluindo o Tetracampeonato consecutivo, 2006, 2007, 2008 e 2009. 
Até os dias atuais permanece como a maior campeã do século .
Em meio as glórias e mobilizados por sonhos daqueles jovens fundadores, o ano de 2003 marcou a fundação da escola mirim, Os Herdeiros do Dragão, com a intenção de educar as crianças e jovens nos trilhos da arte e cultura, aliados a aprendizagem de instrumentos musicais e projetos sociais. A partir disso, a agremiação caminhou junto à cidadania e se estruturou cada vez mais.
Anos depois, em 2008, a diretoria efetivou a vontade de formar uma escola de samba da melhor idade, Realeza Imperial, mais uma vez demonstrando o retrato plural da Dragão Imperial, como um reflexo da sociedade.

## Segmentos

### Presidentes
| Nome                    | Mandato     | Ref. |
| ----------------------- | ----------- | ---- |
| Cleber Centini Cassali  | 1983 - 2002 |      |
| Márcio Zamana           | 2003        |      |
| Dhyjo Pereira           | 2004        |      |
| Rafael de Oliveira      | 2005 - 2006 |      |
| Clovis Centini Cassali  | 2007 - 2008 |      |
| Juliano Lima            | 2009 - 2010 |      |
| Clebinho Zanini         | 2011        |      |
| Dhyjo Pereira           | 2012 - 2013 |      |
| Cláudio Centini Cassali | 2014 - 2017 |      |
| Francine Pereira        | 2018 - 2022 |      |
| Cleber Centini          | 2023        |      |
| Jamerson Lopes          | 2024-2026   |      |

### Intérpretes
| Carnavais | Intérprete oficial                               | Referências |
| --------- | ------------------------------------------------ | ----------- |
| 1984-1992 | Cássio Centini e Glauco Guaru                    |             |
| 1993-2005 | Cássio Centini                                   |             |
| 2005-2010 | Cássio Centini e Marcelo Eloquência              |             |
| 2011-2013 | Marcelo Eloquência                               |             |
| 2014-2015 | Marcelo Eloquência e Rogério Vaz                 |             |
| 2016      | Rogério Vaz                                      |             |
| 2017-2019 | Marcelo Eloquência e Rogério Vaz                 |             |
| 2020      | Cássio Centini e Rogério Vaz                     |             |
| 2021-2024 | Cássio Centini, Marcelo Eloquência e Rogério Vaz |             |
| 2025      | Marcelo Eloquência e Rogério Vaz                 |             |

### Diretores
| Ano         | Diretor de Carnaval  | Diretor geral de harmonia      | Mestre de bateria                         | Ref. |
| ----------- | -------------------- | ------------------------------ | ----------------------------------------- | ---- |
| 1993 - 1994 | Comissão de Carnaval | Comissão de Carnaval           | Cleber Centini                            |      |
| 1995 - 1996 | Comissão de Carnaval | Comissão de Carnaval           | Xandão                                    |      |
| 1997        | Comissão de Carnaval | Comissão de Carnaval           | Cleber Centini                            |      |
| 1998 - 1999 | Comissão de Carnaval | Comissão de Carnaval           | Clebinho Zanini                           |      |
| 2000        | Comissão de Carnaval | Comissão de Carnaval           | Dhyjo Pereira                             |      |
| 2001        | Comissão de Carnaval | Comissão de Carnaval           | Clebinho Zanini                           |      |
| 2002 - 2003 | Comissão de Carnaval | Comissão de Carnaval           | Paulo Zulu                                |      |
| 2004 - 2006 | Comissão de Carnaval | Comissão de Carnaval           | Paulo Zulu e Juninho Sucesso              |      |
| 2007 - 2009 | Rafael de Oliveira   | Comissão de Carnaval           | Paulo Zulu e Juninho Sucesso              |      |
| 2010 - 2012 | Marcio Zamana        | Comissão de Carnaval           | Paulo Zulu e Juninho Sucesso              |      |
| 2013 - 2015 | Luciano Rossatto     | Marcio Zamana                  | Paulo Zulu                                |      |
| 2016        | Luciano Rossatto     | Silvana Miguel                 | Paulo Zulu e Paulo Cometti                |      |
| 2017        | Luciano Rossatto     | Silvana Miguel e Alex Medeiros | Juninho Sucesso                           |      |
| 2018        | Luciano Rossatto     | Silvana Miguel e Alex Medeiros | Gian Muleki, Joel Oliveira, Vitor Ferraz  |      |
| 2019 - 2022 | Luciano Rossatto     | Alex Medeiros                  | Gian Muleki, Joel Oliveira, Vitor Ferraz  |      |
| 2023        | Luciano Rossatto     | Alex Medeiros e Silvana Miguel | Gian Muleki, Joel Oliveira, Vitor Ferraz  |      |
| 2024        | Luciano Rossatto     | Alex Medeiros e Valmir Junior  | Gian Muleki, Joel Oliveira e Vitor Ferraz |      |
| 2025        | Luciano Rossatto     | Alex Medeiros e Valmir Junior  | GE Nota 30 e Juninho Sucesso              |      |

### Diretor Comissão de Frente
| Ano         | Direção                | Coreógrafo       |
| ----------- | ---------------------- | ---------------- |
| 2016 - 2017 | Ademar da Costa (Dema) | Diego Alves      |
| 2018        | Ademar da Costa (Dema) | Bruno Machado    |
| 2019        | Ademar da Costa (Dema) | Cássio Maróstica |
| 2020        | Ademar da Costa (Dema) | Ana Elisa        |
| 2023        | Ademar da Costa (Dema) | Ana Elisa        |
| 2024 - 2025 | Ademar da Costa (Dema) | Ana Elisa        |

### Casal de Mestre-sala e Porta-bandeira
| Ano         | Nome                  | Ref. |
| ----------- | --------------------- | ---- |
| 1993 - 1995 | Gu e Nívea            |      |
| 1996        | Gu e Denise           |      |
| 1997 - 1999 | Gu e Nívea            |      |
| 2000        | Luizinho e Nívea      |      |
| 2001 - 2004 | Juninho e Cris        |      |
| 2005 - 2015 | Buchecha e Ananete    |      |
| 2016 - 2019 | Ney Jr e Rita         |      |
| 2020 - 2022 | Ney Jr e Thais Toledo |      |
| 2023        | Ney Jr e Luany Dias   |      |
| 2024 - 2025 | Ney Jr e Thais Toledo |      |

### Rainhas de bateria
| Período     | Rainha          | Madrinha        | Musa          | Ref. |
| ----------- | --------------- | --------------- | ------------- | ---- |
| 2016        | -               | Magali Lima     |               |      |
| 2017        | Pâmela Andressa | Magali Lima     |               |      |
| 2018        | Nathalia Toledo | Pâmela Andressa | Ranny Santana |      |
| 2019        | Nathalia Toledo | Magali Lima     | Ranny Santana |      |
| 2020        | Nathalia Toledo | Ranny Santana   |               |      |
| 2023        | Nathalia Toledo | Ranny Santana   | Danny Santos  |      |
| 2024 - 2025 | Nathalia Toledo | Ranny Santana   | Danny Santos  |      |

## Títulos
| Ano  | Colocação                                                                    | Grupo                                                                        | Enredo | Carnavalesco                                                                 | Intérprete                                                                   | Ref.          |
| ---- | ---------------------------------------------------------------------------- | ---------------------------------------------------------------------------- | --- | ---------------------------------------------------------------------------- | ---------------------------------------------------------------------------- | ------------- |
| 1984 | 6º lugar                                                                     | Blocos                                                                       | Sonhos de Carnaval Compositores: Cleber Centini Cassali. | Comissão de Carnaval (Família Centini e Marcio Zamana)                       | Choquito                                                                     | [ 3 ]         |
| 1985 | 3º lugar                                                                     | Blocos                                                                       | Natureza, bela natureza Compositores: Cassio Centini e Márcio Zamana. | Comissão de Carnaval (Família Centini e Marcio Zamana)                       | Cássio Centini                                                               |               |
| 1986 | Vice-campeã                                                                  | Acesso 1                                                                     | No mundo do pequeno príncipe Compositores: Cleber Centini Cassali. | Comissão de Carnaval                                                         | Cássio Centini                                                               |               |
| 1987 | Vice-campeã                                                                  | Acesso 1                                                                     | Pra tudo se acabar na quarta-feira Compositores: Cassio Centini e Márcio Zamana. | Comissão de Carnaval                                                         | Cássio Centini                                                               |               |
| 1988 | Vice-campeã                                                                  | Acesso 1                                                                     | Sob o signo do Zodíaco Compositores: Álvaro de Paula, Léo da Vila, e Val do Cavaco. | Comissão de Carnaval                                                         | Cássio Centini                                                               |               |
| 1989 | Campeã                                                                       | Acesso 1                                                                     | Sinfonia das quatro estações Compositores: Ala de Compositores. | Comissão de Carnaval                                                         | Cássio Centini                                                               |               |
| 1990 | Campeã                                                                       | Acesso 1                                                                     | Tema Livre Compositores: Ala de Compositores. | Comissão de Carnaval                                                         | Cássio Centini                                                               |               |
| 1991 | Campeã                                                                       | Acesso 1                                                                     | Como surgiram os diamantes Compositores: Ala de Compositores Dragão Imperial, Léo da Vila, e Val do Cavaco. | Comissão de Carnaval                                                         | Cássio Centini                                                               |               |
| 1992 | Campeã                                                                       | Acesso 1                                                                     | O portal da consciência Compositores: Clovis Centini e Glauco Guaru. | Comissão de Carnaval                                                         | Cássio Centini                                                               |               |
| 1993 | 3º lugar                                                                     | Especial                                                                     | Do sonho aos céus nas asas da imaginação Compositores: Clovis Centini e Glauco Guaru. | Comissão de Carnaval                                                         | Cássio Centini, Clóvis Centini                                               |               |
| 1994 | 4º lugar                                                                     | Especial                                                                     | Entre todas as Marias Compositores: Edson Souza, L.C Genardão e Paulo Zulu. | Cleber Centini                                                               | Cássio Centini, Clóvis Centini e Glauco Guaru                                |               |
| 1995 | 4º lugar                                                                     | Especial                                                                     | Confeti, a saudade colorida Compositores: Edson Souza, L.C Genardão, Marcinho do Cavaco e Paulo Zulu. | Cleber Centini                                                               | Cássio Centini, Clóvis Centini e Dimo                                        |               |
| 1996 | 4º lugar                                                                     | Especial                                                                     | Água que passarinho não bebe Compositores: L.C Genardão, Marcinho do Cavaco e Paulo Zulu. | Cleber Centini                                                               | Cássio Centini                                                               |               |
| 1997 | Não houve julgamento                                                         | Especial                                                                     | Água que passarinho não bebe II Compositores: L.C Genardão, Marcinho do Cavaco e Paulo Zulu. | Cleber Centini                                                               | Cássio Centini                                                               |               |
| 1998 | Vice-campeã                                                                  | Especial                                                                     | Crer ou não crer eis a superstição Compositores: Ademir do Cavaco, L.C Genardão, e Paulo Zulu. | Cleber Centini                                                               | Cássio Centini                                                               |               |
| 1999 | Vice-campeã                                                                  | Especial                                                                     | Espelho espelho meu, Narciso sou eu Compositores: Ademir do Cavaco, L.C Genardão, Paulo Zulu e Paulinho Mala. | Cleber Centini                                                               | Cássio Centini                                                               |               |
| 2000 | Vice-campeã                                                                  | Especial                                                                     | Voracidade milenar - Lendas e mistérios do Dragão Compositores: Ademir do Cavaco, Dunga, Juninho Lambert, L.C Genardão e Paulo Zulu.                                                                                                   | Cleber Centini                                                               | Cássio Centini                                                               |               |
| 2001 | Campeã                                                                       | Especial                                                                     | Amazônia - Uma dádiva para a vida Compositores: Ademir do Cavaco, Clebinho Zanini, L.C Genardão, Marcio Zamana, Paulo Zulu, Paulinho Mala e Val do Cavaco.                                                                             | Cleber Centini                                                               | Cássio Centini                                                               |               |
| 2002 | 3º lugar                                                                     | Especial                                                                     | Desfilando e cantando seguindo a canção Compositores: Dudu, Marcelo Tigela, Ronny e Xinna | Cleber Centini                                                               | Cássio Centini                                                               |               |
| 2003 | Campeã                                                                       | Especial                                                                     | Joanópolis, uma cidade virada para lua Compositores: Ademir do Cavaco, Clebinho Zanini, L.C Genardão e Paulo Zulu. | Cleber Centini                                                               | Cássio Centini                                                               |               |
| 2004 | Campeã                                                                       | Especial                                                                     | Ora pois pois, nordeste cá estou, oxente! Compositores: Cris Malandragem, Juninho Sucesso, Lucio Medeiros e Pedrão PC. | Cleber Centini                                                               | Cássio Centini                                                               |               |
| 2005 | 3º lugar                                                                     | Especial                                                                     | Egito - Filhos da terra, origem da vida Compositores: Fabiano Pereira, Leandro Vidal e Paulinho da Nove. | Cleber Centini                                                               | Cássio Centini e Marcelo Eloquência                                          |               |
| 2006 | Campeã                                                                       | Especial                                                                     | Agostinianos – assim caminha a humanidade Compositores: Cris Malandragem, Janjão, Juninho Sucesso, Lucio Medeiros e Pedrão PC. | Cleber Centini                                                               | Cássio Centini e Marcelo Eloquência                                          |               |
| 2007 | Campeã                                                                       | Especial                                                                     | Papel, a verdadeira página da vida faz de sua epopéia uma tradição ligada ao Progresso - Bragança Jornal Diário 80 anos contando a nossa história Compositores: Cris Malandragem, Janjão, Juninho Sucesso, Lúcio Medeiros e Pedrão PC. | Cleber Centini                                                               | Cássio Centini e Marcelo Eloquência                                          |               |
| 2008 | Campeã                                                                       | Especial                                                                     | Azul que te quero rosa, 25 anos na avenida cantando e encantando fazendo feliz a nossa vida Compositores: Ademir do Cavaco, Clebinho Zanini, L.C Genardão e Paulo Zulu.                                                                | Cleber Centini                                                               | Cássio Centini e Marcelo Eloquência                                          |               |
| 2009 | Campeã                                                                       | Especial                                                                     | Terra! Aqueço a Alma e perco a Calma… O Ar que Eu Respiro é Você. Compositores: Ademir do Cavaco, Clebinho Zanini, L.C. Genardão, e Paulo Zulu.                                                                                        | Cleber Centini                                                               | Cássio Centini e Marcelo Eloquência                                          | [ 4 ]         |
| 2010 | 4° lugar                                                                     | Especial                                                                     | No grito pela igualdade, ecoa a minha dignidade... a busca e a conquista da cidadania Compositores: Jean Tim Maia e Leandro Vidal. | Cleber Centini e Rafael Oliveira                                             | Cássio Centini e Marcelo Eloquência                                          |               |
| 2011 | 3° lugar                                                                     | Especial                                                                     | A Lua que brilha é meu norte, sou guerreiro e meu padroeiro é São Jorge! Compositores: Cris Malandragem, Janjão, Juninho Sucesso, Lúcio Medeiros, Pedrão PC e Família Pires.                                                           | Cleber Centini                                                               | Marcelo Eloquência                                                           |               |
| 2012 | 3° lugar                                                                     | Especial                                                                     | A Imperial bota a mão na massa, e entrega um samba abençoado por Jayme Grasson Sanches Compositores: Cris Malandragem, Janjão, Juninho Sucesso, Lúcio Medeiros e Família Pires.                                                        | Cleber Centini                                                               | Marcelo Eloquência                                                           | [ 5 ]         |
| 2013 | 4º lugar                                                                     | Especial                                                                     | "Água, Fonte da vida, Tesouro das Deusas da Mantiqueira", Circuito das Águas Paulista. Compositores: Jamerson Lopes, Leandro Vidal, Rafael Toledo, Rogério Vaz, Tiagão Professor e Zi Medeiros.                                        | Cleber Centini                                                               | Marcelo Eloquência                                                           |               |
| 2014 | Vice-Campeã                                                                  | Especial                                                                     | "Verás que um filho teu não foge a luta", A arte da Superação. Compositores: Jamerson Lopes, Leandro Vidal, Rafael Toledo, Rogério Vaz, Tiagão Professor e Zi Medeiros.                                                                | Comissão de Carnaval                                                         | Marcelo Eloquência                                                           |               |
| 2015 | 3º lugar                                                                     | Especial                                                                     | A Pedra é Bela e a paixão é Imperial! Pedra Bela, uma cidade de novos horizontes. Compositores: Brunão Jacomelli, Carlinhos Pires, Cleber Gomes, Ítalo Pires, Henrique, L.C Genardão, Paulo Zulu, e Luis Henrique "Tomate".            | Cleber Centini                                                               | Marcelo Eloquência e Rogério Vaz                                             |               |
| 2016 | Campeã                                                                       | Especial                                                                     | Entre todas as Marias' Compositores: Edson Souza, L.C Genardão e Paulo Zulu. | Claúdio Centini e Cleber Centini                                             | Rogério Vaz                                                                  | [ 6 ]         |
| 2017 | Campeã                                                                       | Especial                                                                     | Contra tudo e contra todos, eu busco a paz! A mão amiga nos braços do inimigo, assim como nós perdoamos a quem nos tem ofendido. Compositores: Cris Malandragem, Janjão, Juninho Sucesso, Lúcio Medeiros e Família Pires.              | Cleber Centini                                                               | Marcelo Eloquência e Rogério Vaz                                             |               |
| 2018 | Campeã                                                                       | Especial                                                                     | Sou caboclo do sertão! Sou Nordeste! E trago no peito um Dragão. Eita povo bão! Compositores: Jamerson Lopes, Leandro Vidal, Rafael Toledo, Rogério Vaz, Tiagão Professor e Zi Medeiros.                                               | Cleber Centini                                                               | Marcelo Eloquência e Rogério Vaz                                             | [ 7 ]         |
| 2019 | Vice-Campeã                                                                  | Especial                                                                     | Rodeio - Uma magia de 8 segundos, completa 70 Anos. Seguuuura Peão! Compositores: Luis Carlos Genardão e Naomy IP | Cleber Centini                                                               | Marcelo Eloquência e Rogério Vaz                                             |               |
| 2020 | Vice-Campeã                                                                  | Especial                                                                     | Socorro - Perpétua em sua história, uma cidade de glórias e vitórias! Compositores: Raiz do Samba | Cleber Centini                                                               | Cássio Centini e Rogério Vaz                                                 |               |
| 2021 | Os desfiles do Carnaval 2021 foram cancelados devido a pandemia de Covid-19. | Os desfiles do Carnaval 2021 foram cancelados devido a pandemia de Covid-19. | Os desfiles do Carnaval 2021 foram cancelados devido a pandemia de Covid-19. | Os desfiles do Carnaval 2021 foram cancelados devido a pandemia de Covid-19. | Os desfiles do Carnaval 2021 foram cancelados devido a pandemia de Covid-19. | [ 8 ]         |
| 2022 | Os desfiles do Carnaval 2022 foram cancelados devido a pandemia de Covid-19. | Os desfiles do Carnaval 2022 foram cancelados devido a pandemia de Covid-19. | Os desfiles do Carnaval 2022 foram cancelados devido a pandemia de Covid-19. | Os desfiles do Carnaval 2022 foram cancelados devido a pandemia de Covid-19. | Os desfiles do Carnaval 2022 foram cancelados devido a pandemia de Covid-19. | [ 9 ]         |
| 2023 | 3º Lugar                                                                     | Especial                                                                     | Graças a Deus! Compositores: Sexteto do QG - Cris Malandragem, Juninho Sucesso, Lúcio Medeiros, Carlinhos Pires, Henrique Pires e Ítalo Pires.                                                                                         | Cleber Centini                                                               | Cássio Centini, Marcelo Eloquência e Rogério Vaz                             | [ 10 ]        |
| 2024 | 3º Lugar                                                                     | Especial                                                                     | Azul que te quero rosa, 40 anos, Jubileu de Esmeralda - Dá Licença que a Família Imperial vai passar! Compositores: Jamerson Lopes, Leandro Vidal, Luiz Carlos Genardão, Rafael Toledo, Rogério Vaz, Tiago Professor e Zi Medeiros.    | Cleber Centini e Renan Centini                                               | Cássio Centini, Marcelo Eloquência e Rogério Vaz                             | [ 11 ] [ 12 ] |
| 2025 | Campeã                                                                       | Especial                                                                     | BAOBÁ - De nagô a iorubás, o destino de reis e rainhas. Compositores: Gilson, Leandro Lima, Marcelo Rainha, Mateus Preto, Paulão Cometti e Rodrigo Menezes.                                                                            | Cleber Centini, Renan Centini, Lucas Lima e Pedro Custódio                   | Marcelo Eloquência e Rogério Vaz                                             | [ 13 ]        |
| 2026 |                                                                              | Especial                                                                     | |                                                                              |                                                                              |               |

| Títulos Dragão Imperial | Títulos Dragão Imperial | Títulos Dragão Imperial | Títulos Dragão Imperial                                          |
|                         | Divisão                 | Total                   | Ano                                                              |
| ----------------------- | ----------------------- | ----------------------- | ---------------------------------------------------------------- |
|                         | Grupo Especial          | 11                      | 2001, 2003, 2004, 2006, 2007, 2008, 2009, 2016, 2017, 2018, 2025 |
|                         | Grupo de Acesso         | 4                       | 1989, 1990, 1991, 1992                                           |